# Contre-la-montre par équipes féminin aux championnats du monde de cyclisme sur route 2016
Navigation
Richmond 2015 Bergen 2017
Le contre-la-montre par équipes féminin des championnats du monde de cyclisme sur route 2016 a eu lieu le 9 octobre 2016 à Doha, aux Qatar.
Le titre a été remporté pour la première fois par l'équipe néerlandaise Boels Dolmans.

## Classement
| Rang | Equipe             | Coureuses                                                                                              | Temps           |
| ---- | ------------------ | --- | --------------- |
| 1    | Boels Dolmans      | Chantal Blaak Karol-Ann Canuel Lizzie Deignan Christine Majerus Evelyn Stevens Ellen van Dijk          | 48 min 41 s 62  |
| 2    | Canyon-SRAM        | Alena Amialiusik Hannah Barnes Lisa Brennauer Elena Cecchini Mieke Kröger Trixi Worrack                | + 48 s 24       |
| 3    | Cervélo Bigla      | Ciara Horne Lisa Klein Lotta Lepistö Ashleigh Moolman Joëlle Numainville Stephanie Pohl                | + 1 min 56 s 47 |
| 4    | Bepink             | Amber Neben Francesca Pattaro Ilaria Sanguineti Silvia Valsecchi Georgia Williams Olga Zabelinskaya    | + 2 min 46 s 03 |
| 5    | Twenty16-Ridebiker | Kristin Armstrong Allie Dragoo Chloe Dygert Annie Foreman-Mackey Alison Jackson Leah Thomas            | + 2 min 46 s 73 |
| 6    | Hitec Products     | Charlotte Becker Cecilie Gotaas Johnsen Julie Leth Emilie Moberg Thea Thorsen Kirsten Wild             | + 3 min 23 s 52 |
| 7    | BTC City Ljubljana | Polona Batagelj Eugenia Bujak Corinna Lechner Olena Pavlukhina Anna Plichta Mia Radotić                | + 3 min 43 s 10 |
| 8    | Rabo Liv           | Shara Gillow Roxane Knetemann Anouska Koster Katarzyna Niewiadoma Moniek Tenniglo Anna van der Breggen | + 6 min 3 s 33  |